# 九二式車載十三粍機関砲
九二式車載十三粍機関砲（きゅうにしきしゃさいじゅうさんみりきかんほう）は、大日本帝国陸軍が装甲戦闘車両に搭載した機関砲である。九二式重装甲車の主砲（車体側の備砲）などとして採用された。

## 経緯
本砲は1922年（大正11年）4月10日、参第三九八号研究方針に基づき、機関砲として研究着手された。要求された項目は、高度2,000m以下を飛ぶ飛行機と、戦車に対する十分な威力、高射と平射の両方をこなせること、口径は13mm付近であること、であった。1931年（昭和6年）7月に、車載用の機関砲として研究方針が変更された。
1932年（昭和7年）2月13日、試製機関砲を富津にて射撃試験し、連射にやや円滑でない点があったが、容易に改修できるものと見込まれた。発射速度は毎分400発であった。このときの射撃の砲架には平射歩兵砲の物を使用し、十分固定することができなかったが、相当な命中率を示した。同年11月、第二回試験が富津で行われた。結果は2,000発の射撃に耐えて弾道特性に悪化は見られず、実用に達したと判定された。本砲の整備は急を要するものであり、若干の修正は必要であるものの、先ずは制式を上申することとし、1932年（昭和7年）12月27日に仮制式制定が上申された。

## 構造

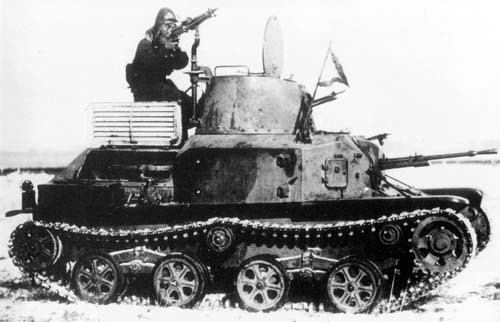
車体に九二式車載十三粍機関砲を搭載した九二式重装甲車

制式化された本砲の用途は、装甲自動車に車載し、敵装甲自動車、軽戦車、航空機を主目標とするものであった。機関砲には揺架（ようか）、照準眼鏡、打殻受（うちがらうけ）、予備砲身、分解工具や手入れ用具などのその他付属品がついていた。
砲は全長1,360mm、砲身長1,000mmであり、ライフリングは8条左転であった。空冷であるため放熱筒が砲身にはめられており、砲口に消炎器が螺着（ねじ込み）されている。薬室長さは98.2mm。
機関部上部に弾倉装填口がある。弾倉は二種類があり、大は30発入り、小は15発入りだった。機関部は反動によって後座した。後座長は約30mmである。
機関砲はバネ式の駐退復座機のついた揺架の上に据えられていた。揺架重量は14kgであった。
照準眼鏡は倍率1倍、視界は50度、射程1,500mの照準環を持つ。照準環は航空機の射撃を想定したもので、大中小の三つの環からなり、それぞれ速度250km/h、200km/h、150km/hに対応していた。ただ、第二次世界大戦後半の戦闘爆撃機は500km/hから600km/h以上の速度で飛行し対地攻撃を加えている。
打殻受は、狭い車内に空薬莢が飛び散るのを防ぐための装備だった。
後に三脚が追加された。これはたびたび車外で機関砲を用いる必要があり、1933年（昭和8年）7月に研究開始、1935年（昭和10年）9月に制式化された。三脚使用時には全周射撃ができ、高低はプラス70度からマイナス12度まで照準が行えた。
1936年（昭和11年）に陸軍は1907年（明治40年）6月3日付送乙第一八八七号で定められた｢機関銃｣と｢機関砲｣の呼称区分（口径11mm以下を機関銃と呼称する）を廃止し、今後は制定毎にどちらに区分するかを決定するものとした。これは本砲のように機関銃に類似した構造機能を有し、運用上の差が無い兵器の取扱を容易にするためであった。本砲はこれを受けて｢機関銃｣に区分を変更し、射表を改定するなどした。

## 性能
13.2×99mmオチキス弾（通称：オチキスロング）を使用し、普通弾を発砲した際には、毎分450発の弾丸を初速745m/sで撃ち出した。射撃の腔圧は2,600気圧に達した。最大射程は6,000mである。方向射界は35度、高低射界はプラス70度からマイナス15度である。

## 装甲貫徹能力
九二式徹甲弾弾薬筒の場合、防弾鋼板に対する貫通限界厚は射距離500mで20mm、射距離800mで16mm、射距離1200mで12mmであった。

## 弾薬
弾薬筒は弾丸、黄銅第二号製の薬莢、黄銅第二号製の発火金、黄銅第一号製の雷管体、錫製の雷管蓋板（擬製弾を除く）、除銅合金製の除銅箔約0.1g（空包および擬製弾を除く）からなり、装薬は五番管状薬14.5g（空包および擬製弾を除く）である。
「機関砲」から「機関銃」へと区分変更されたことから、弾薬の名称も「○○弾弾薬筒」から「○○実包」へと変更された。
なお、本弾薬は「ホ」式十三粍高射機関砲と共用である。

### 九二式普通弾弾薬筒/九二式普通実包
本弾薬筒は主として人馬の殺傷を目的とする。
弾丸は重量約52gで、被銅黄銅製の被甲、硬鉛第二号製の頭部弾身、棒鋼第三種若しくは第四種（軟鋼）製の弾身からなる。全備重量は約120gである。
弾薬統制要領により、本弾薬筒は演習専用となった。

### 九二式徹甲弾弾薬筒/九二式徹甲実包
本弾薬筒は被装甲目標の破壊を目的とする。
弾丸は重量約52gで、被銅黄銅製の被甲、硬鉛第二号製の頭部弾身、銃用鋼第三号製の弾身からなる。全備重量は約120gである。
20mm厚鋼板に対する侵徹限界距離は500mである。

### 九二式曳光弾弾薬筒/九二式曳光実包
本弾薬筒は普通弾および徹甲弾と共に弾倉中で混用して発射し、弾丸内部の曳光剤によって射手に直接弾道を視認させ、射弾を有効に目標に導くことを目的とする。
弾丸の外形は九二式普通弾と同一であり、被銅黄銅製の被甲、硬鉛第二号製の頭部弾身、棒鋼第三種若しくは第四種（いずれも軟鋼）製の弾身、銅第二号製の内管、黄銅製の坐板（座金）、曳光剤および点火剤からなる。内管は弾身の後部に挿入し、内部に曳光剤および点火剤を填実し、底部に坐板（座金）を装する。薬莢および装薬は九二式普通弾弾薬筒のものと同一である。曳光剤はストロンチウム塩を主剤とする12の成分からなり、点火剤は過酸化バリウムを主剤とする3の成分からなる。本弾薬筒の外形寸法は九二式普通弾弾薬筒と同一であるが、重量はやや軽く、弾丸重量は約50g（曳光剤1gおよび点火剤0.4gを含む）、全備重量は約118gである。
本弾丸の初速および1,500mにおける平均弾着点および命中精度は九二式普通弾とほぼ同等である。曳光距離は約1,400mで、夜間は赤色の光を発し、昼間においてもその弾道を目視できる。
1931年（昭和6年）3月、稲付射場および富津射場において、過酸化バリウムを主剤とした試製曳光弾の第一回試験を行ない、弾道性は概ね良好であったが、曳光距離は600m程度でやや過小であり、将来曳光剤の研究が必要であると認め、陸軍科学研究所に研究を委託した。当研究所においてはストロンチウム塩を主剤とした曳光剤について研究を進め、1932年（昭和7年）7月の科研報告第五九六号にある通り、その研究を完了した。これより先に、陸軍造兵廠火工廠において曳光剤填実の工業的方法について研究を続けており、1933年（昭和8年）5月、富津射場および伊良湖射場において試験を行なった所、曳光距離は約1,400mに延長したが、曳光剤への不点火率はやや大きく、曳光剤および点火剤の填実法について研究を重ねた。同年8月、伊良湖射場における試験の結果、概ね良好と言える結果を得た。陸軍技術本部においては、陸軍造兵廠が実施した同年8月の試験に立会い、審査の結果概ね実用に適するものと認め、1933年（昭和8年）11月に仮制式制定が上申された。
弾薬統制要領により、本弾薬筒は廃止となった。

### 九二式焼夷弾弾薬筒/九二式焼夷実包
本弾薬筒は普通弾および徹甲弾と共に弾倉中で混用するか、あるいは本弾のみを連続発射して、航空機の燃料タンクもしくは気球の気嚢に命中・点火させ、これを焼き払うことを目的とし、併せて曳煙・曳光により射弾を有効に目標に導くことを目的とする。
弾丸は径13.5mm、長さ61.7mm、重量約51.5gで、被銅黄銅製の被甲、頭部弾身（白銅製の被甲および硬鉛製の弾身からなる）、軟鋼製の底部弾身、黄銅製の座板（座金）、焼夷剤の黄燐からなる。頭部弾身の周囲には16条の縦溝があり、その下端を繋ぐ1条の太い横溝がある。なお、この横溝に隣接する弾丸被甲部には径0.8mmの噴気孔1個が設けられており、盤陀蝋で塞がれている。焼夷剤として黄燐1.7gが弾頭部に填実され、弾底部には座板（座金）を挿入し、更に盤陀蝋で密閉している。薬筒は九二式普通弾弾薬筒と同一であり、全備重量は約119.5gである。本弾丸は砲身内前進中に、熱によって被甲の噴気孔を塞ぐ盤陀蝋が溶融し、弾頭部に填実された黄燐も溶融して頭部弾身の縦溝および横溝を伝って噴気孔から流出し、空気と接触して燃焼する。弾丸の飛行中、黄燐の燃焼によって昼間は曳煙、夜間は曳光して弾道を示し、可燃物に命中した際はこれを焼き払う。
本弾丸の初速および1,500mにおける平均弾着点は九二式普通弾とほぼ同等であり、命中精度はやや劣る。ガソリンを少量充填した航空機用ガソリンタンクに対しては、約400m以内で焼夷能力を発揮した。ただし、ガソリンタンク上部の気化ガスの充満する部分に数発連続命中させる必要があった。また、水素ガスを充填した気球に対しては、約600mまでは1発で焼夷能力を発揮した。本弾丸の昼間の曳煙距離は約1,000m、夜間の曳光距離は約1,300mであるが、昼間の曳煙は、適切な投影物がない時は側方よりの目視は困難である。また、曳煙・曳光距離は気温の影響が大きく、夏季においてはかなり短くなる。
本弾薬筒は1933年（昭和8年）4月より陸軍造兵廠において設計・研究し、数次の試験を経て機能・弾道性共に概ね良好であると認められた。陸軍技術本部は更に同年11月に富津射場において機能・弾道性・焼夷性能の審査を行ない、結果十分実用に適するものと認められ、1934年（昭和9年）8月に仮制式制定が上申された。
弾薬統制要領により、本弾薬筒は廃止となった。

### 九二式除銅弾弾薬筒/九二式除銅実包
本弾薬筒は普通弾および徹甲弾と共に弾倉中で混用して発射し、銃身内に付着した被甲を除去することを主目的とし、併せて人馬を殺傷することを目的とする。
本弾丸は弾丸鋼第四号製の実体弾丸で、外面にパーカライジングを施し、外形寸法は九二式普通弾とほぼ同等であるが、円柱部に溝を設けている点が異なる。弾丸は径13.5mm、長さ61.7mm、重量約49gで、薬筒は九二式普通弾弾薬筒のものと同一で、全備重量は約117gである。本弾丸を普通弾・徹甲弾等に約10%を平等に混用して射撃した場合に除銅効果を最も発揮する。
1934年（昭和9年）10月、富津射場において弾道性・除銅効果および砲身に及ぼす影響について審査した結果、概ね実用に適すると認められ、1935年（昭和10年）4月に仮制式制定が上申された。

### 空包
弾丸は椹製の木弾からなり重量約2gで、全備重量は約64gである。装薬は二号空包薬11gである。

### 擬製弾
本擬製弾は九二式普通弾弾薬筒と同一要領であるが、装薬および爆粉が填実されておらず、また弾丸が盤陀蝋にて固着され、胴部に二条のローレットを施してある。なお、九二式普通弾弾薬筒の全備重量と同一重量とするため、薬莢内底部に盤陀蝋が充填されている。